# Bobří stopa
Bobří stopa (do 31. prosince 2009 pod názvem Bobří stopou) je časopis pro děti a mládež vydávaný Sdružením přátel Jaroslava Foglara od roku 1992. Během této doby se několikrát pozměnil jeho obsah a periodicita, od ledna 2009 vychází pravidelně jednou měsíčně. Na šestnácti barevných stranách přináší informace o dění ve foglarovském světě a v oblasti mikrokolektivů – klubů, návody pro jejich činnost, hry, soutěže a uveřejňuje též pravidla a úkoly dopisovatelské dlouhodobé hry pro kluby.